# The Inquiry

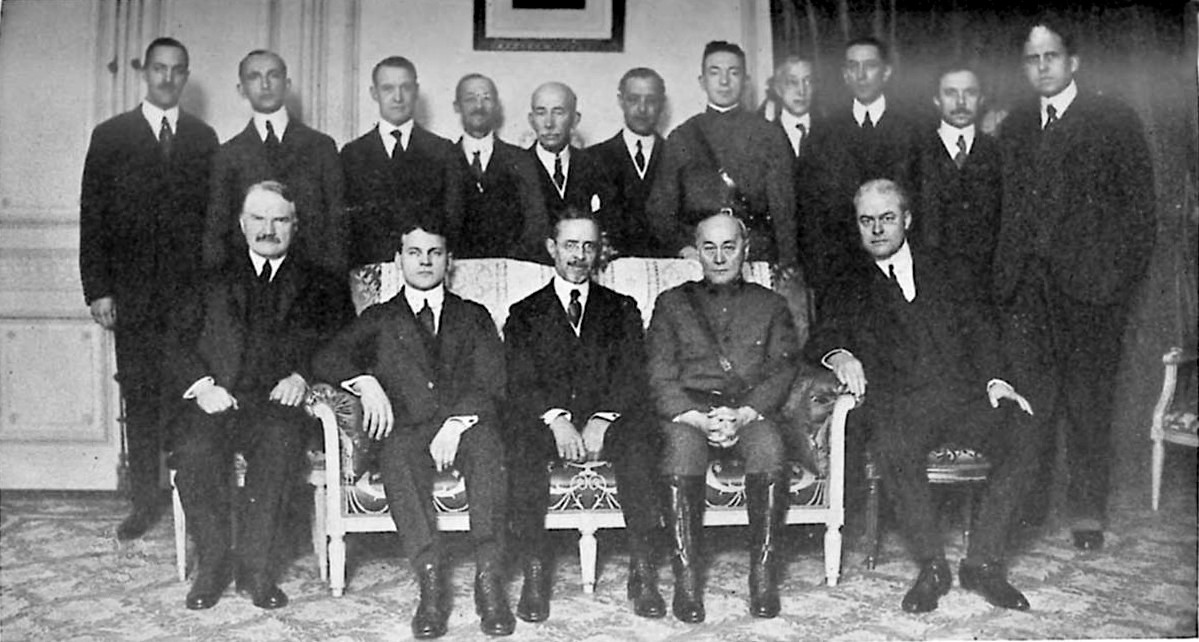
Foto di gruppo del 1919 dei membri dell'Inquiry alla Conferenza di pace di Parigi, seduti da sinistra a destra: Charles Homer Haskins, Europa occidentale; Isaiah Bowman, capo dell'intelligence territoriale; Sidney Edward Mezes, regista; James Brown Scott, diritto internazionale; David Hunter Miller, diritto internazionale; in piedi Charles Seymour, Austria-Ungheria; R.H. Lord, Polonia; William Linn Westermann, Asia occidentale; Mark Jefferson, Cartografia; Edward M. Casa; George Louis Beer, Colonie; D.W. Johnson, Geografia; Clive Day, Balcani; W.E. Lunt, Italia; James T. Shotwell, Storia; Allyn Abbott Young, Economia.

The Inquiry era un gruppo di studio fondato nel settembre 1917 da Woodrow Wilson per preparare i materiali per i negoziati di pace successivi alla prima guerra mondiale. 

## Composizione
Il gruppo, composto da circa 150 accademici, era diretto dal consigliere presidenziale Edward House e supervisionato direttamente dal filosofo Sidney Mezes. I responsabili della ricerca erano Walter Lippmann e il suo successore Isaiah Bowman. Il gruppo operò inizialmente presso la New York Public Library, ma in seguito lavorò presso gli uffici dell'American Geographical Society di New York una volta che Bowman si unì al gruppo.
I colleghi più anziani di Mezes erano il geografo Isaiah Bowman, lo storico e bibliotecario Archibald Cary Coolidge, lo storico James Shotwell e l'avvocato David Hunter Miller. Erano inclusi confidenti progressisti che erano consultati sul personale ma che non avevano contribuito direttamente all'amministrazione o ai resoconti del gruppo che includevano James Truslow Adams, Louis Brandeis, Abbott Lawrence Lowell, e Walter Weyl.
Ventuno membri del The Inquiry, successivamente integrati nella più ampia Commissione americana per negoziare la pace, si recarono alla Conferenza di pace di Parigi nel gennaio 1919 e accompagnarono Wilson a bordo della USS George Washington in Francia.
Nel gruppo erano presenti anche accademici come Paul Monroe, professore di storia alla Columbia University e membro chiave della Sezione di Ricerca che attinse alla sua esperienza nelle Filippine per valutare i bisogni educativi di aree in via di sviluppo come l'Albania, la Turchia e Africa centrale, e Frank A. Golder, professore di storia della Washington State University, specializzato nella storia diplomatica della Russia e autore di articoli su Ucraina, Lituania, Polonia e Russia .

## Raccomandazioni
The Inquiry fornì varie raccomandazioni per i paesi esaminati. Nello specifico le raccomandazioni discutevano dei confini ideali per i vari paesi e di varie altre condizioni ritenute necessarie per raggiungere una pace duratura e priva di tensioni.

### Francia, Belgio, Lussemburgo e Danimarca
The Inquiry raccomandava di restituire l'Alsazia-Lorena alla Francia, di restituire le parti della Saarland, che la Francia aveva controllato prima del 1815, e di smilitarizzare la Renania. Per quanto riguarda il Belgio, fu raccomandato di abolire lo status neutrale belga e di consentire al Belgio di annettere alcuni territori nelle regioni di Maastricht e Malmedy per ragioni strategiche (nel caso di Maastricht) ed etniche (nel caso di Malmedy). Quanto al Lussemburgo, se ne raccomandava l'annessione al Belgio o il ripristino della sua indipendenza. Nel contempo, doveva esserci un plebiscito nello Schleswig settentrionale e l'area doveva essere trasferita dalla Germania alla Danimarca, qualora fosse preferito dalla popolazione della regione.

### Russia, Polonia ed ex Impero russo
The Inquiry suggeriva che se fosse stato possibile per la Russia diventare un vero Stato federale e democratico, gli Stati baltici (con la possibile eccezione della Lituania) e l’Ucraina dovevano essere incoraggiati a riunificarsi con la Russia nella convinzione che ciò sarebbe stato più utile alla situazione economica e agli interessi di tutti i soggetti coinvolti. Nel contempo, se i bolscevichi avessero mantenuto il controllo della Russia, The Inquiry suggeriva il riconoscimento dell’indipendenza degli Stati baltici e dell’Ucraina se in quei territori si fosse tenuto un referendum sulla riunificazione con la Russia in tempi futuri migliori. Per quanto riguarda i confini di Ucraina, Lettonia ed Estonia, i confini proposti erano molto simili ai confini con cui si sono ritrovati questi paesi dopo il 1991. Inoltre, The Inquiry suggerì anche che la Crimea dovesse essere ceduta all’Ucraina.
Per quanto riguarda la Finlandia, The Inquiry espresse il suo sostegno alla sua indipendenza e affermò, senza riuscirsi, il desiderio di vedere le Åland trasferite dalla Finlandia alla Svezia. Si raccomandava che venisse creata una Polonia indipendente da tutte le aree indiscutibilmente polacche, che Polonia e Lituania si unissero qualora possibile, e che la Polonia "avesse accesso sicuro e senza ostacoli al [Mar Baltico]" attraverso la creazione di un corridoio polacco. Pur riconoscendo che sarebbe stato un peccato separare la Prussia orientale, con i suoi 1.600.000 di tedeschi, dal resto della Germania,  The Inquiry riteneva che ciò fosse il male minore rispetto a negare alla Polonia, nazione di 20.000.000 di abitanti, l'accesso al mare. Inoltre,  The Inquiry esprimeva fiducia che alla Germania potesse essere facilmente assicurato il transito ferroviario attraverso il corridoio polacco. Per quanto riguarda i confini orientali della Polonia, The Inquiry mantenne la possibilità di un'annessione polacca della Galizia orientale e dei territori a maggioranza bielorussa a nord.
Nel Caucaso, The Inquiry suggeriva di concedere l'indipendenza all'Armenia entro i confini dell'Armenia wilsoniana e l'indipendenza provvisoria sia alla Georgia che all'Azerbaigian. Inoltre, l'idea di una futura unione di Armenia, Georgia e Azerbaigian (nella forma di una Federazione Transcaucasica) fu discussa e valutata favorevolmente dal The Inquiry.

### Cecoslovacchia, Romania, Jugoslavia e Italia
Fu suggerito che venisse creata la Cecoslovacchia dalle aree a maggioranza ceca e a maggioranza slovacca dell'ex Austria-Ungheria. Inoltre, venne consigliato che la Cecoslovacchia includesse sia i Sudeti che la Rutenia subcarpatica e più di 500.000 ungheresi (magiari) a sud della Slovacchia.
Per quanto riguarda la Romania, The Inquiry consigliava di consentirle di annettere tutta la Bessarabia, la parte a maggioranza romena della Bucovina, tutta la Transilvania, le aree a maggioranza romena dell'Ungheria vera e propria e circa due terzi del Banato. Inoltre, The Inquiry suggeriva che la Romania cedesse la Dobrugia meridionale alla Bulgaria, un fatto che alla fine avvenne nel 1940. Nel contempo, fu suggerita la creazione di uno "stato federato jugo-slavo indipendente" dalla Serbia, dal Montenegro e dai territori serbi, croati e sloveni dell'ex Austria-Ungheria.
The Inquiry riconobbe che il Passo del Brennero, che era stato promesso all'Italia nel Trattato di Londra del 1915, avrebbe dato all'Italia la migliore frontiera strategica, ma raccomandò una linea un po' a sud di esso per ridurre il numero di tedeschi etnici che sarebbero stati inseriti all’interno dell’Italia e di dare comunque all’Italia un confine più difendibile nel nord di quanto non avesse avuto prima della prima guerra mondiale. Inoltre, fu suggerito che all'Italia fosse consentito l'annessione dell'Istria, con il suo gran numero di etnici italiani, ma non Fiume a maggioranza italiana a causa della sua importanza per la Jugoslavia. Inoltre, The Inquiry consigliava che l'Italia ponesse fine all'occupazione di Rodi e delle isole del Dodecaneso e cedesse le isole alla Grecia, secondo la volontà dei loro abitanti, cosa che fu fatta solo nel 1947, dopo la fine della seconda guerra mondiale.  Inoltre, The Inquiry raccomandava che la Libia italiana "avesse un entroterra adeguato per l'accesso al Sudan e al suo commercio".

### Austria tedesca e Ungheria
Si raccomandava che l'Austria tedesca, in seguito ribattezzata Repubblica d'Austria, diventasse uno stato indipendente e ricevesse uno sbocco commerciale a Trieste, Fiume o entrambe le città. Nel contempo si proponeva di concedere all'Ungheria l'indipendenza con confini molto simili a quelli che alla fine ottenne con il Trattato di Trianon e di darle anche uno sbocco commerciale a Trieste o a Fiume nonché i "diritti del commercio illimitato sul basso Danubio." Per quanto riguarda il Burgenland a maggioranza tedesca, The Inquiry consigliava di mantenerlo all'interno dell'Ungheria, almeno fino a quando non fosse diventato chiaro che la popolazione desiderava davvero l'unione con l'Austria, per evitare di "perturbare le istituzioni di lunga data".

### Albania, Costantinopoli, Stretti e Medio Oriente
Non furono fornite raccomandazioni specifiche per l'Albania a causa della natura estremamente complessa della situazione nel paese.
Per quanto riguarda Costantinopoli, fu suggerito di creare lì uno stato internazionalizzato e di aprire permanentemente il Bosforo, il Mar di Marmara e i Dardanelli alle imbarcazioni e alle navi mercantili di tutti i paesi con garanzie internazionali per sostenerlo. Nel contempo, per quanto riguarda l'Anatolia, fu consigliato di creare uno stato turco-anatolico indipendente sotto il mandato della Società delle Nazioni, con una Grande Potenza responsabile del mandato che sarebbe stata determinata in seguito.
Inoltre, The Inquiry suggeriva la creazione di stati mesopotamici e siriani indipendenti sotto un mandato della Società delle Nazioni, riservando a dopo la decisione sulle Grandi Potenze responsabili dei mandati. Lo stato siriano proposto sarebbe stato composto da territori che oggi fanno parte del Libano, della Giordania settentrionale e della Siria occidentale. Nel contempo, il proposto stato mesopotamico sarebbe stato formato in territori che oggi fanno parte dell’Iraq e della Siria nord-orientale. Inoltre, si consigliò di mantenere aperta l’opzione della creazione di una confederazione araba che comprendesse la Mesopotamia e la Siria.
Per quanto riguarda la Palestina, fu consigliata la creazione di uno stato indipendente sotto mandato britannico. Gli ebrei sarebbero stati invitati a tornare in Palestina e stabilirsi lì se fosse stata assicurata la protezione dei diritti personali, religiosi e di proprietà della popolazione non ebraica, e i luoghi santi dello stato sotto la protezione della Società delle Nazioni. La Società delle Nazioni avrebbe riconosciuto la Palestina come Stato ebraico non appena lo fosse stato di fatto.
Per quanto riguarda l'Arabia, fu suggerito che il re dell'Hejaz non avrebbe ricevuto assistenza per imporre il suo dominio sulle tribù arabe riluttanti.

## Eredità
Alcuni membri istituirono successivamente il Council on Foreign Relations, un think tank indipendente dal governo.
I documenti del The Inquiry sono attualmente conservati presso gli Archivi nazionali; alcuni dei loro documenti (in molti casi, duplicati) sono inoltre conservati presso gli Archivi dello Yale.